# Kayaüstü, Ömerli
Kayaüstü là một xã thuộc huyện Ömerli, tỉnh Mardin, Thổ Nhĩ Kỳ. Dân số thời điểm năm 2010 là 526 người.